# El Buen Pastor, Honduras
El Buen Pastor är en ort i Honduras.   Den ligger i departementet Departamento de Comayagua, i den västra delen av landet, 110 km nordväst om huvudstaden Tegucigalpa. El Buen Pastor ligger 778 meter över havet och antalet invånare är 942.
Terrängen runt El Buen Pastor är huvudsakligen kuperad, men västerut är den bergig. Runt El Buen Pastor är det ganska glesbefolkat, med 28 invånare per kvadratkilometer. Närmaste större samhälle är Santa Cruz de Yojoa, 18,0 km nordväst om El Buen Pastor.  